# Gare de Villepreux - Les Clayes
Ne doit pas être confondu avec Gare de Plaisir - Les Clayes.
La gare de Villepreux - Les Clayes est une gare ferroviaire française de la ligne de Saint-Cyr à Surdon, située sur le territoire de la commune des Clayes-sous-Bois, à proximité de Villepreux, dans le département des Yvelines, en région Île-de-France.
C'est une gare de la Société nationale des chemins de fer français (SNCF) desservie par les trains de la ligne N du Transilien (réseau Paris-Montparnasse).

## Situation ferroviaire
Établie à 120 m d'altitude, la gare de Villepreux - Les Clayes est située au point kilométrique (PK) 28,276 de la ligne de Saint-Cyr à Surdon, entre les gares de Fontenay-le-Fleury et de Plaisir - Les Clayes.

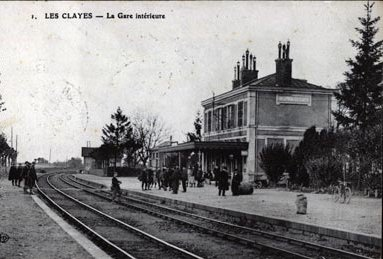
Les quais vers 1910.

## Histoire
Elle est mise en service le 15 juin 1864 avec l'ouverture de la voie entre la gare de Saint-Cyr et la gare de Dreux.
Le vendredi 18 juin 1910, une collision entre l'express 477 de la ligne de Paris à Granville et l'omnibus arrêté en gare de Villepreux fait 16 morts. Seuls quelques wagons ne sont pas détruits par la collision ou la proie des flammes.
Le bâtiment d'origine a disparu, laissant place à un édifice contemporain.

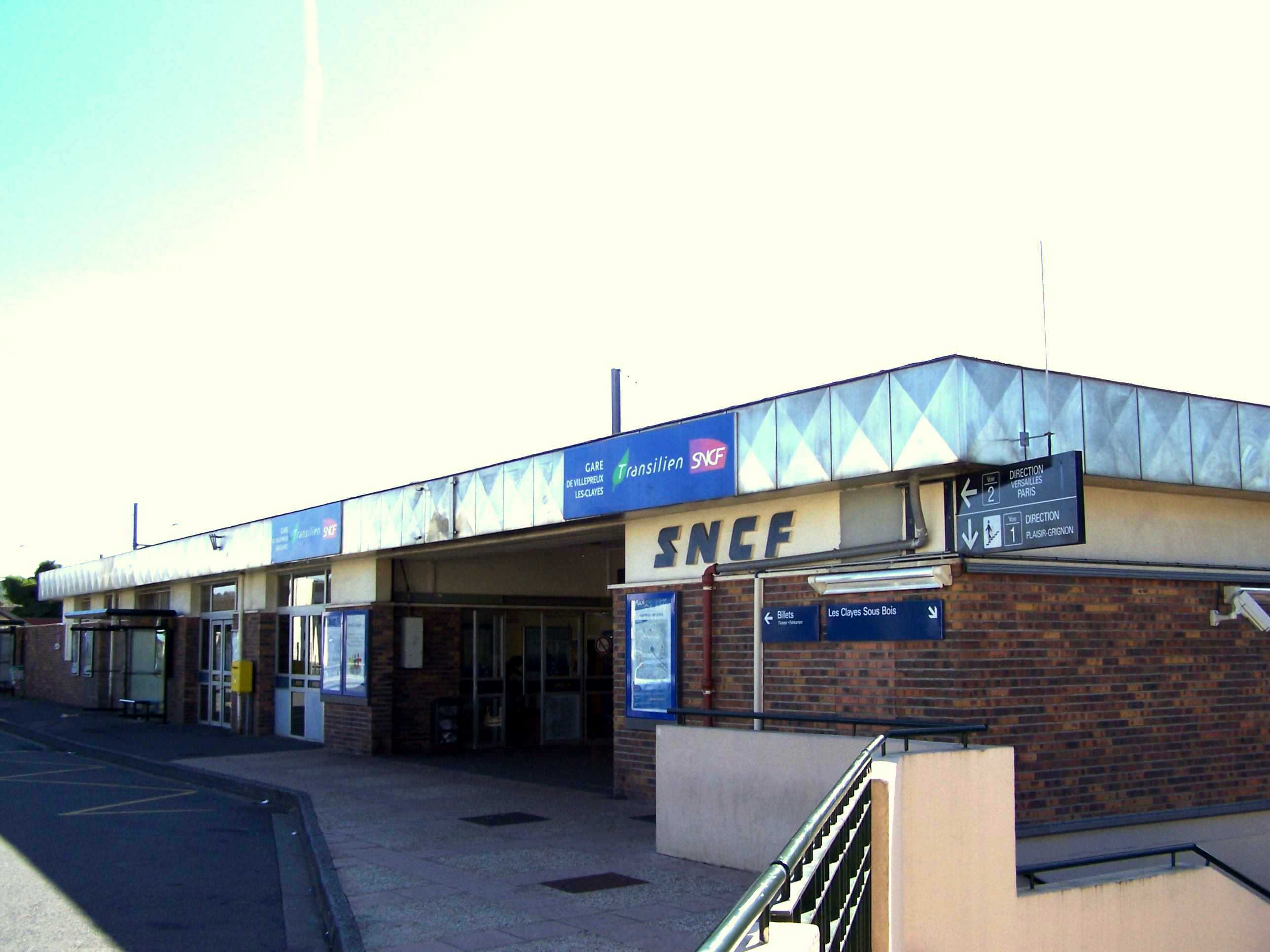
La gare en 2006.

La gare a fait l'objet d'une rénovation en 2009-2010, afin notamment de faciliter l'accès aux handicapés.
Le parvis de la gare est réaménagé en 2020 ; d'autres travaux sont prévus pour le périmètre entourant la gare (accessibilité, stationnement, végétalisation, etc.) jusqu'en 2024,.

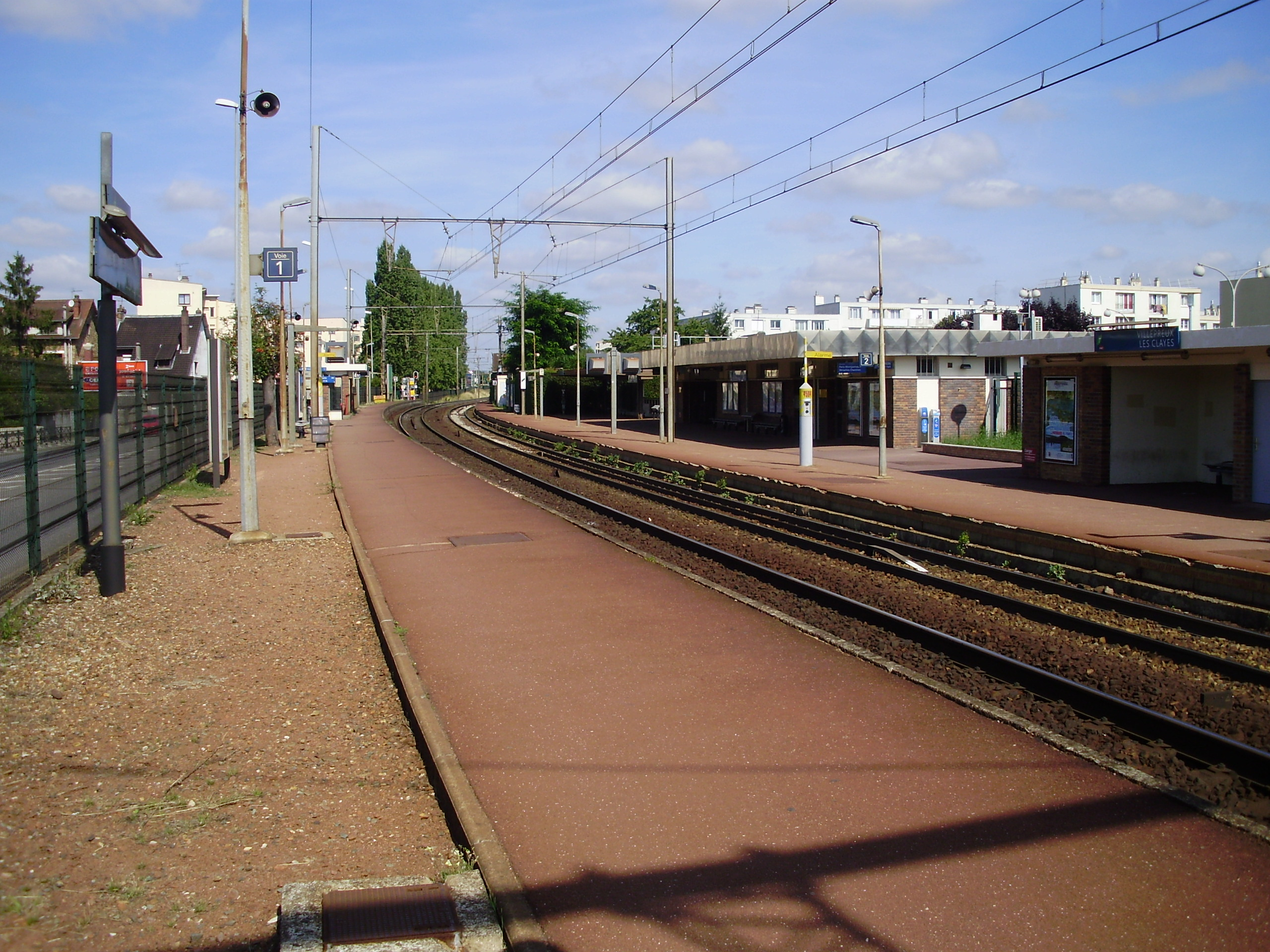
Quais et voies en regardant vers Plaisir - Grignon.

## Fréquentation
De 2015 à 2021, selon les estimations de la SNCF, la fréquentation annuelle de la gare s'élève aux nombres indiqués dans le tableau ci-dessous.
| Année     | 2015      | 2016      | 2017      | 2018      | 2019      | 2020    | 2021      |
| --------- | --------- | --------- | --------- | --------- | --------- | ------- | --------- |
| Voyageurs | 2 111 452 | 2 113 817 | 2 105 241 | 2 056 096 | 2 017 279 | 883 515 | 1 318 558 |

## Service des voyageurs

### Accueil

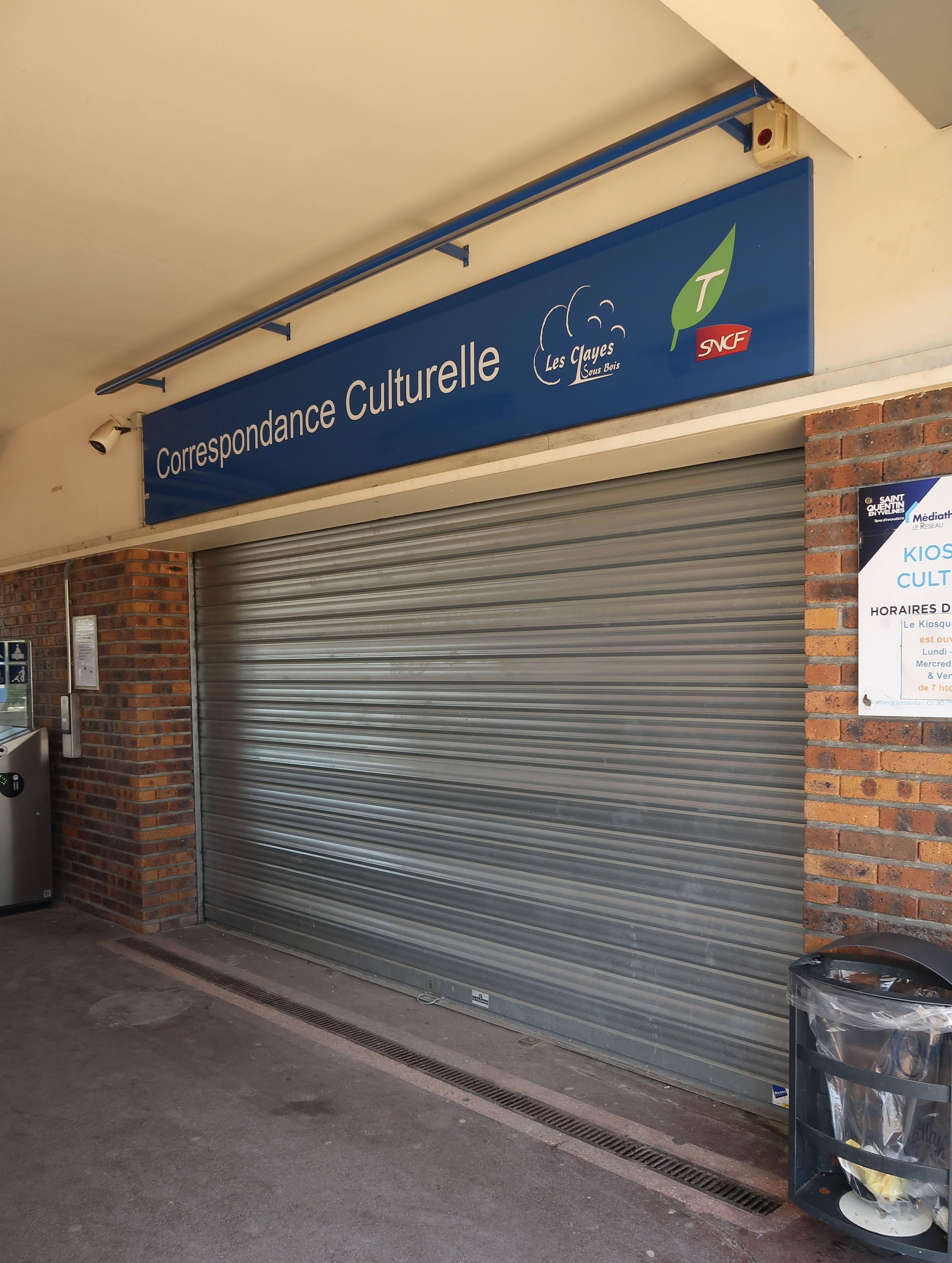
Kiosque « Correspondance culturelle ».

La gare dispose d'un bâtiment voyageurs avec guichet adapté pour les personnes handicapées, d'automate Transilien, du système d'information sur les circulations des trains en temps réel et de boucles magnétiques pour personnes malentendantes.
Elle est équipée de deux quais latéraux : le quai 1 dispose d'une longueur utile de 228 m pour la voie 2 et le quai 2 d'une longueur utile de 222 m pour la voie 1. Le changement de quai se fait par un passage souterrain.
De 7 h à 9 h, les lundi, mardi, jeudi et vendredi, le kiosque « Correspondance culturelle » installé dans la gare, relevant de la commune des Clayes-sous-Bois, permet d'emprunter deux livres pour quinze jours. Par ailleurs, depuis 2021, une boîte à livres est installée devant la gare.
En mars 2022, le conseil municipal des Clayes-sous-Bois s'oppose au projet annoncé par la SNCF de fermeture des guichets de la gare le week-end.

### Desserte
En 2012, la gare est desservie par des trains de la ligne N du Transilien (branche Paris - Plaisir - Mantes-la-Jolie), à raison d'un train toutes les 30 minutes, sauf aux heures de pointe où la fréquence est d'un train toutes les 15 minutes.
Le temps de trajet est d'environ 33 minutes depuis Mantes-la-Jolie, 6 minutes depuis Plaisir - Grignon et de 39 à 45 minutes depuis Paris-Montparnasse.

### Intermodalité
La gare est desservie par la ligne 5117 du réseau de bus Île-de-France Ouest, par les lignes 5101, 5102, 5111, 5112 et 5115 du réseau de bus de Saint-Quentin-en-Yvelines et par les lignes 23 et 27 du réseau de bus Centre et Sud Yvelines. Un parking pour les véhicules et les vélos y est aménagé.

## Galerie de photos

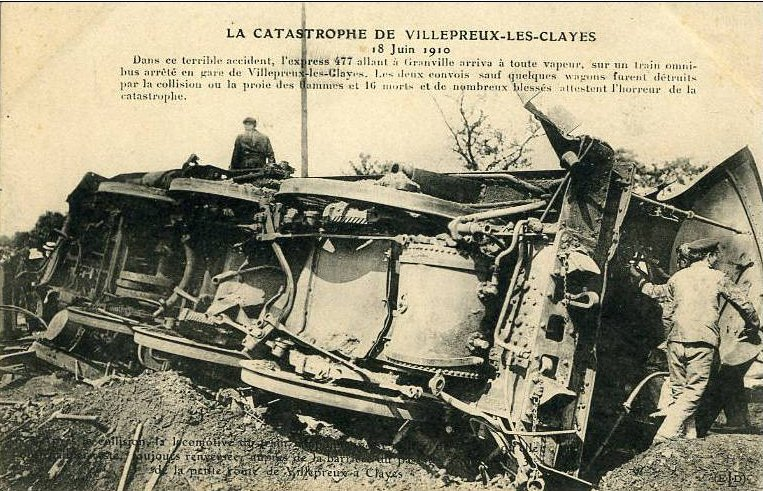
La catastrophe de juin 1910.
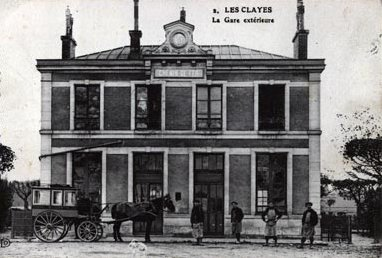
L'ancien bâtiment en 1910.
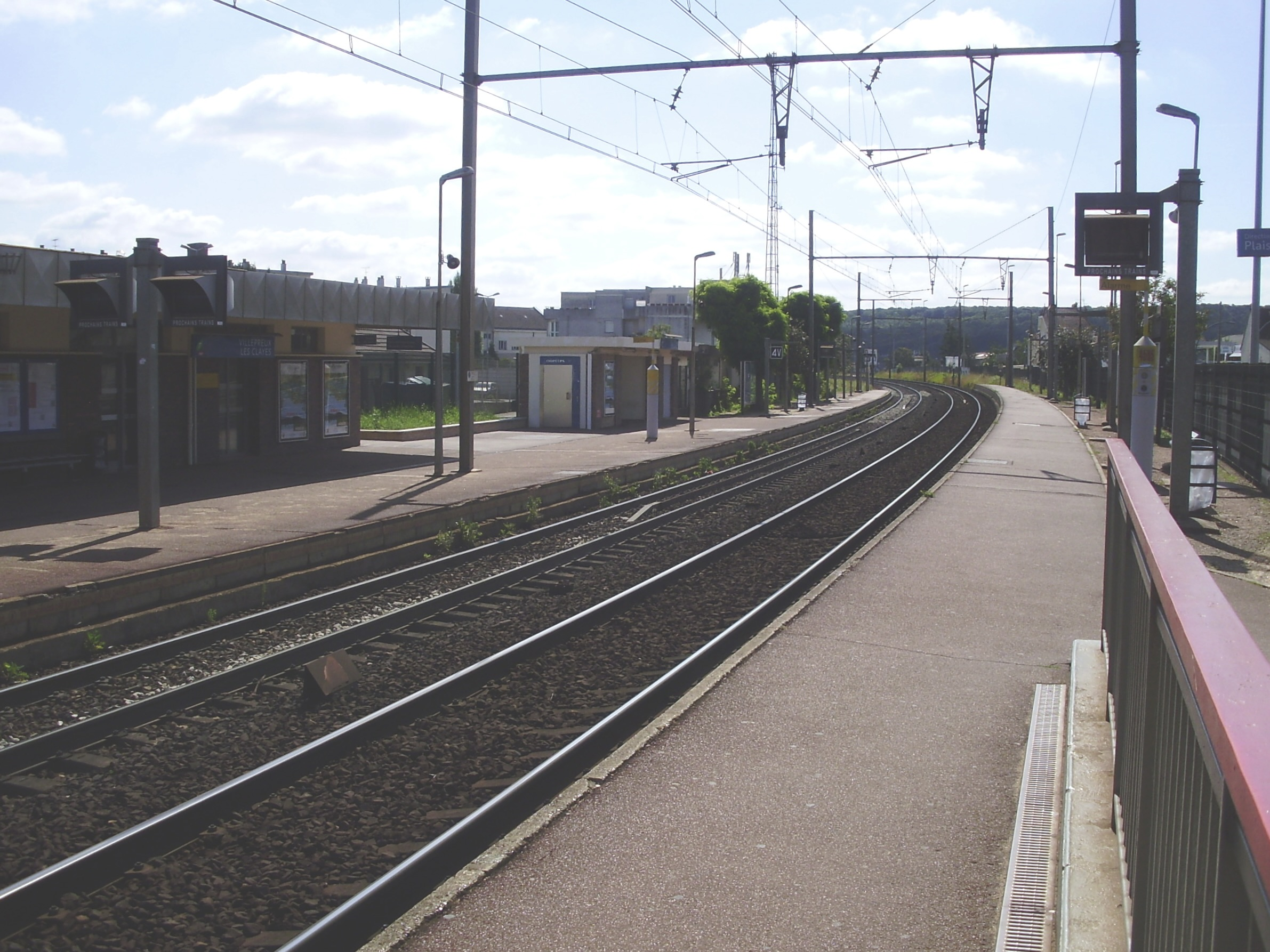
Quais et voies en regardant vers Saint-Cyr.
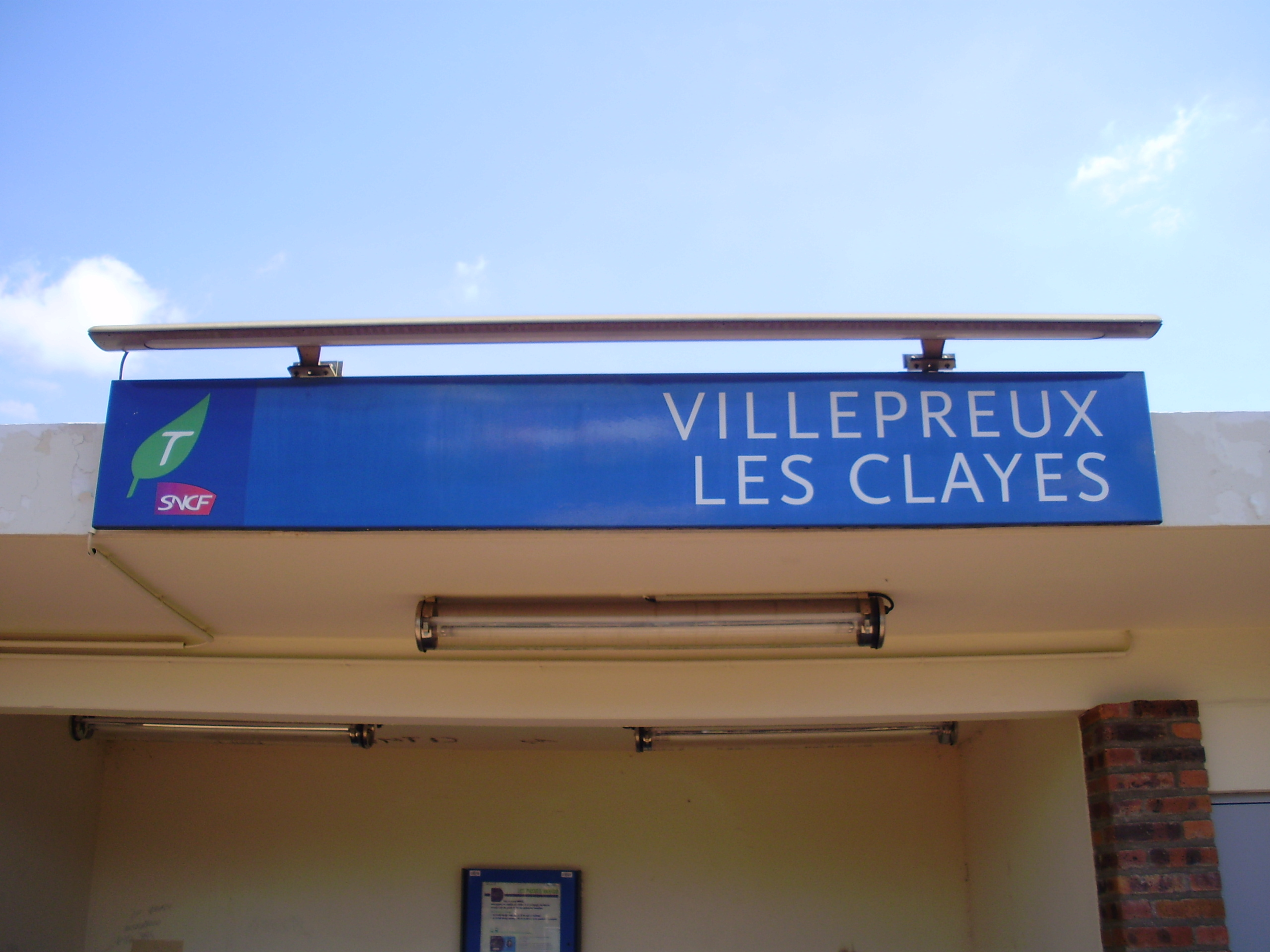
Panneau portant le nom de la gare.